# Morgen und alle Tage
Morgen und alle Tage (Originaltitel: From This Day Forward) ist ein US-amerikanisches Filmdrama aus dem Jahr 1946 von John Berry mit Joan Fontaine und Mark Stevens in den Hauptrollen. Das Drehbuch basiert auf dem Roman All Brides Are Beautiful von Thomas Bell.

## Handlung
Nachdem der New Yorker Bill Cummings aus der Armee entlassen wurde, geht er zum Arbeitsamt, um sich um eine Stelle zu bewerben. Überwältigt von dem Papierkram und der Anzahl der anderen arbeitslosen Veteranen dort, erinnert sich Bill an seine Vergangenheit.
1938 gehen Bill und seine Freundin Susan zu Susans älterer Schwester Martha zum Abendessen. Während die gestresste Martha, die Bill zum ersten Mal trifft, Susan rät, mit der Heirat zu warten, bespricht Hank Beesley, Marthas gesprächiger, arbeitsloser Ehemann, seine häuslichen Theorien mit dem Maschinisten Bill. Später am selben Tag macht Bill Susan einen Heiratsantrag, erklärt aber, dass er sie möglicherweise nicht glücklich machen kann. Trotz Bills Befürchtungen über seine wirtschaftliche Zukunft nimmt Susan seinen Antrag an und die Frischvermählten genießen die ersten glückseligen Tage ihres Ehelebens. Bald jedoch wird Bill von seinem Fabrikjob entlassen, als sein Arbeitgeber bankrottgeht und er keine neue Stelle finden kann.
Obwohl Susans Job als Buchhändlerin die meisten ihrer Rechnungen deckt, ist Bill durch seine Situation gedemütigt, besonders nachdem Hanks und Marthas kleiner Sohn Timmy anbietet, den örtlichen Metzger um einen Suppenknochen anzubetteln, weil er glaubt, dass Bill nicht weiß, wo seine nächste Mahlzeit herkommt. Susan, eine aufstrebende Künstlerin, ist entschlossen, ihrem Mann zu helfen und überzeugt ihren Chef Hinkler, Bill als Illustration für ein Buch zu engagieren, das er gerade veröffentlicht. Bill erhält einen Vorschuss von 50 Dollar und führt den Auftrag eifrig aus. Bills und Susans bescheidener Wohlstand währt jedoch nur kurz, da Bill wegen Obszönität verhaftet wird. Bill weiß nicht, dass der Text von Hinklers Buch zensierbares Material enthält. Marthas Schwager Jake, ein Anwalt, rät ihm, sich schuldig zu bekennen und auf Bewährung freizukommen.
Das Paar ist nun pleite und arbeitslos und muss in ein Mietshaus ziehen. Trotz ihrer Armut schenkt Bill Susan zu ihrem ersten Jahrestag ein Armband mit dem Geld, das er durch das Verpfänden seines Werkzeugkastens gesammelt hat. Kurz darauf teilt Bills Gewerkschaft ihm mit, dass ein Job in einer Munitionsfabrik frei sei, er aber sein eigenes Werkzeug mitbringen müsse. Mit Hilfe von Marthas und Hanks geiziger Mutter sammelt Bill genug Geld, um seinen Werkzeugkasten zurückzubekommen, und kehrt glücklich an die Arbeit zurück. Als sie wieder auf den Beinen sind, besprechen Bill und Susan die Möglichkeit, eine Familie zu gründen, aber ihre Pläne werden durchkreuzt, als Bill zu Beginn des Zweiten Weltkriegs in die Armee eingezogen wird.
Zurück im Arbeitsamt, wo er verschiedenen mitfühlenden Mitarbeitern das Ende seiner Geschichte erzählt hat, wird Bill endlich zu einem Vorstellungsgespräch eingeladen. Während Bill mit seiner guten Nachricht zu den Beesleys eilt, gesteht Susan Martha, dass sie schwanger ist. Obwohl Bill zugibt, dass er Angst hat, blicken er und Susan voller Hoffnung in die Zukunft.

## Hintergrund
Gedreht wurde der Film vom 25. August bis Ende Oktober 1945 in den RKO-Studios in Hollywood.
Zeitgenössischen Quellen zufolge kaufte RKO 1940 die Rechte an Thomas Bells Roman und aktualisierte ihn um den Zweiten Weltkrieg. RKO lieh sich Henry Morgan und Mark Stevens aus von 20th Century Fox und Joan Fontaine von David O. Selznicks Firma. Regisseur John Berry wurde von Paramount Pictures ausgeliehen.
Albert S. D’Agostino und Alfred Herman oblag die künstlerische Leitung. Darrell Silvera war für das Szenenbild zuständig, Edward Stevenson für die Kostüme. Verantwortliche Toningenieure waren Clem Portman und Earl A. Wolcott. Vernon L. Walker schuf die Spezialeffekte. Sherman Todd war Regisseur der Second Unit. Musikalischer Direktor war Constantin Bakaleinikoff.
Der Titelsong From This Day Forward stammte von Mort Greene und Leigh Harline.

## Synchronisation
Die deutsche Synchronfassung entstand 1965 im Auftrag des Studio Hamburg Synchron unter der Dialogregie von Herrmann Siemek nach einem Dialogbuch von Hans Harloff.
| Rolle         | Schauspieler      | Deutscher Synchronsprecher |
| ------------- | ----------------- | -------------------------- |
| Susan         | Joan Fontaine     | Renate Heilmeyer           |
| Bill Cummings | Mark Stevens      | Günther Dockerill          |
| Hank Beesley  | Harry Morgan      | Wolfgang Völz              |
| Jake Beesley  | Wally Brown       | Klaus Höhne                |
| Hinkler       | Erskine Sanford   | Joseph Offenbach           |
| Mr. Brewer    | Theodore Newton   | Werner Bruhns              |
| Mr. Hoffman   | Charles Wagenheim | Gerd Martienzen            |

Anmerkung: Die kursiv geschriebenen Namen sind Rollen und Darsteller, die nicht im Abspann erwähnt wurden.

## Veröffentlichung
Die Premiere des Films fand am 27. März 1946 in San Francisco statt. In der Bundesrepublik Deutschland wurde er am 15. Mai 1965 im deutschen Fernsehen ausgestrahlt.

## Kritiken
Bosley Crowther von der The New York Times beschrieb den Film als eine handlungslose Abfolge von Episoden. Vielleicht stecke hinter all dem ein Zweck, aber man könne ihn nicht ganz erkennen, es sei denn, es gehe einfach darum, zu zeigen, dass Arbeitslosigkeit eine sehr schlechte Sache ist. Fontaines Darstellung einer Hausfrau aus der Bronx sei nicht überzeugend sei.
Die Variety befand, die Rückblenden machen es manchmal schwierig, dem Ganzen zu folgen, aber an der Qualität der Präsentation und der Darstellung der einzelnen Sequenzen könne nicht gezweifelt werden.
E. B. Radcliffe lobte im Cincinnati Enquirer die Darbietungen und die außerordentlich realistischen Akzente des Films, bemerkte jedoch eine etwas komplizierte Erzählweise.
Derek Winnert schrieb, diese gut gespielte, äußerst kompetente Seifenoper treffe immer ins Schwarze. Das von Rückblenden durchzogene Drehbuch vermische auf angenehme Weise Sentimentalität und Realismus und werde mit handwerklichem Vergnügen umgesetzt, während alle optimistischen Knöpfe, die das Publikum erfreuen sollen, unerbittlich und erfolgreich gedrückt werden.
Das Lexikon des internationalen Films schrieb: „Ein formal uneinheitlicher Film, der trotz vereinfachender Naivität überzeugend vorführt, wie die Liebe über Hindernisse hinweghelfen kann.“